# Quattro Castella
Quattro Castella (en el dialecto reggiano, I Quâter Castē ) es un municipio situado en la provincia de  Reggio Emilia, en Emilia-Romaña. Tiene una población estimada, a fines de julio de 2024, de 13 239 habitantes.

## Los cuatro castillos
En un contexto orográfico singular de cuatro colinas gemelas y contiguas se levantaban numerosos asentamientos fortificados. La fortificación de las cuatro colinas, Monte Vecchio, Bianello, Monte Lucio y Monte Zane (de este a oeste), puede haber comenzado ya a mediados del siglo X. Las edificaciones, según diversas fuentes, tenían una notable consistencia constructiva y una particular importancia estratégica (aunque con funciones diferenciadas) como primera línea de defensa contra las invasiones del norte.
- Castillo de Bianello. Es el único que ha quedado intacto en su estructura. Quizás ya en la primera mitad del siglo X existía una torre de vigilancia o alguna forma de estructura defensiva, pero solo existe cierta información sobre su existencia a partir del año 1044.[6]
- El castillo de Monte Zane es el más occidental de los cuatro castillos.[7]
- El castillo de Monte Lucio es el tercero hacia el oeste. Ya de la familia Canossa, no se excluye que en la primera mitad del siglo X se construyera allí una torre de vigilancia o estructuras defensivas como en las cumbres cercanas. Fue vendido a Parma en 1297. Fue completamente destruido por Azzo VIII d'Este en 1307 y luego reconstruido.[8]
- Castillo de Monte Vetro. Es el primero al este de las colinas de Quatro Castella. En un estudio topográfico del siglo XIX se representa una compleja fortificación con una torre de considerable tamaño y una gran muralla defensiva. Después de haber pertenecido a la familia Canossa, el complejo pasó a manos de la familia Fogliani hasta 1296, en que fue conquistado por los parmesanos. En 1344 volvió a manos de la familia Canossa, cuyos miembros lo conservaron hasta su extinción. Más tarde se convirtió en la sede del condado y posteriormente fue sede del Pretorio. Hoy en día solo quedan algunas ruinas.[9]

## Evolución demográfica
| Gráfica de evolución demográfica de Quattro Castella entre 1861 y 2024 |
|                                                                        |
| Fuente: ISTAT - Gráfica elaborada por Wikipedia                        |